# 逆畳み込み

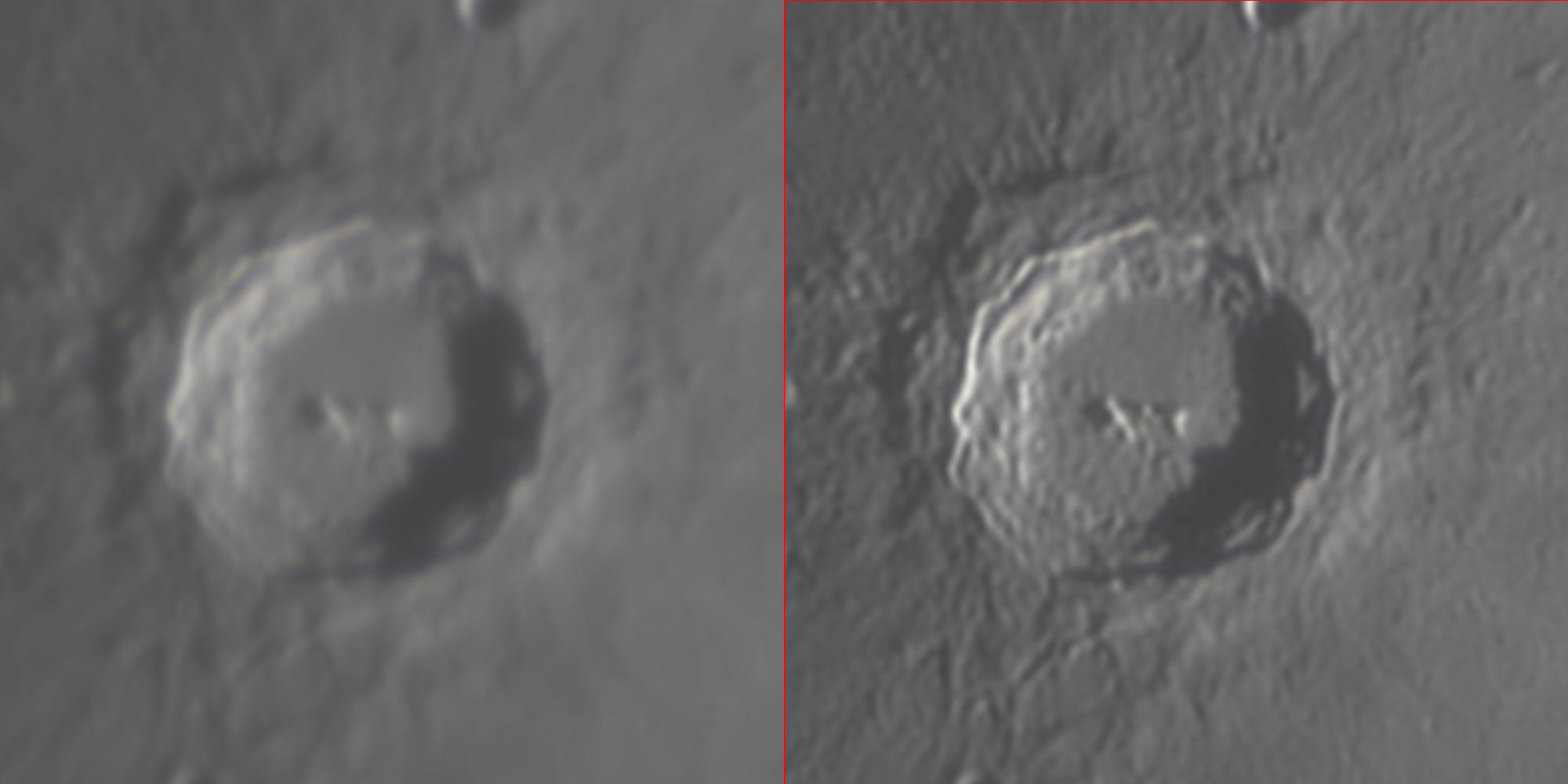
Richardson–Lucyアルゴリズムによる逆畳み込み前と逆畳み込み後のコペルニクス・クレーターの比較画像。他の処理は行っていない。

数学では、逆畳み込み (デコンボリューション, deconvolution) は、記録されたデータからの信号を強化するために使用されるアルゴリズムベースの手続きである。記録されたデータが、フィルタ (畳み込みと呼ばれる手順) によって歪められた純粋な信号としてモデル化できる場合、元の信号を復元するために逆畳み込みを使用して基の信号を復元することができる。 逆畳み込みの概念は、信号処理や画像処理の技術で広く使われている。 
逆畳み込みと時系列分析の基礎は、マサチューセッツ工科大学のノーバート・ウィーナーによって、彼の著書『Extrapolation、Interpolation、and Smoothing of Stationary Time Series』 (1949) の中で大きく築かれた。 この本は、ウィーナーが第二次世界大戦中に行った仕事に基づいていたが、当時は機密扱いであった。 これらの理論を適用しようとする初期の試みのいくつかは、天気予報や経済学の分野で行われていた。 

## 説明
一般に、逆畳み込みの目的は、次の形式の畳み込み方程式の解 f を見つけることである。 
{\displaystyle f*g=h\,}
通常、 h は記録された信号であり、 f は復元したい信号であるが、それを記録する前にフィルタや歪み関数 g が適用されて複雑化されたものである。 関数 g は、機器の伝達関数や物理システムに加えられた駆動力を表しているかもしれない。 もしも、 g がわかれば、あるいは少なくとも g の形がわかれば、決定論的に逆畳み込みを行うことができる。 しかし、 g を事前に知らない場合は、g を推定する必要がある。 これには、統計的推定の方法を用いて行われることが多い。 
物理的な測定では、通常、その状況は次に近い。 
{\displaystyle (f*g)+\varepsilon =h\,}
この場合、 ε は記録された信号に入ってきたノイズである。統計的に g を推定しようとしたときに、ノイズの多い信号や画像がノイズがないと仮定すると、推定は正しくない。 また、 ƒ の推定値も正しくない。 信号対雑音比 (S/N比)  が低ければ低いほど、逆畳み込みされた信号の推定値は悪くなる。 これが、通常、信号を逆フィルタリングすることが良い解決策ではない理由である。 しかし、データに含まれるノイズの種類（たとえば、ホワイトノイズ ）について少なくともある程度の知識があれば、ウィーナー・デコンボリューションのような技術を用いて ƒ の推定値を改善できるかもしれない。 
逆畳み込みは、通常、記録された信号のフーリエ変換 h と歪み関数（一般的には、伝達関数として知られている ） g を計算することによって実行される。 その後、以下を用いて周波数領域で（ノイズがない場合）逆畳み込みが行われる: 
{\displaystyle F=H/G\,}
ここで、 F 、 G 、H はそれぞれ f 、 g 、h のフーリエ変換である。 最後に、関数 F の逆フーリエ変換が取られ、推定された逆畳み込みされた信号 f が求められる。 

## 応用

### 地震学
逆畳み込みの概念は、反射法地震学に早くから応用された。 1950年、MITの大学院生だったエンダース・ロビンソンは、ノーバート・ウィーナー、ノーマン・レビンソン、経済学者ポール・サミュエルソンなどのMITの他の人たちと協力して、反射地震記録の「畳み込みモデル」を開発した。 このモデルは、記録された地震記録 s(t) が、地球反射率関数 e(t) と点発信源からの地震ウェーブレット w(t) の畳み込みであり、t は記録時間を表していると仮定している。 したがって、畳み込み方程式は次のようになる。 
{\displaystyle s(t)=(e*w)(t).\,}
地震学者は、地球の構造に関する情報を含む e に興味を持っている。 畳み込み定理 (英語版) により、この方程式は周波数領域で 
{\displaystyle S(\omega )=E(\omega )W(\omega )\,}
にフーリエ変換され、{\displaystyle \omega } は周波数変数である。 反射率が白色であると仮定することで、反射率のパワースペクトルは一定であり、地震計のパワースペクトルは、その定数を乗じたウェーブレットのスペクトルであると仮定することができる。 したがって、 
{\displaystyle |S(\omega )|\approx k|W(\omega )|.\,}
ウェーブレットが最小位相であると仮定すれば、先ほど見つけたパワースペクトルの最小位相相当量を計算することで、反射率を復元することができる。 反射率は、推定されたウェーブレットをディラックデルタ関数 (すなわち、スパイク) に整形するウィーナーフィルタを設計して適用することで回復することができる。 その結果は、スケーリングされた、シフトされたデルタ関数の系列と見ることができる (ただし、これは数学的に厳密ではない)。 
{\displaystyle e(t)=\sum _{i=1}^{N}r_{i}\delta (t-\tau _{i})} 、
ここで、 N は反射イベントの数である。 {\displaystyle r_{i}} は各事象の反射係数であり、 {\displaystyle t-\tau _{i}} は各イベントの反射時間であり、 {\displaystyle \delta } はディラックのデルタ関数である。 
実際には、ノイズの多い、有限帯域幅、有限長、離散的にサンプリングされたデータセットを扱っているので、上記の手順では、データを逆畳み込みするのに必要なフィルタの近似値しか得られない。 しかし、問題をテプリッツ行列の解として定式化し、レビンソン再帰を用いることで、可能な限り最小の平均二乗誤差を持つフィルタを比較的迅速に推定することができる。 また、周波数領域で逆畳み込みを直接行うこともでき、同様の結果が得られる。 この手法は線形予測と密接に関連している。 

### 光学およびその他のイメージング

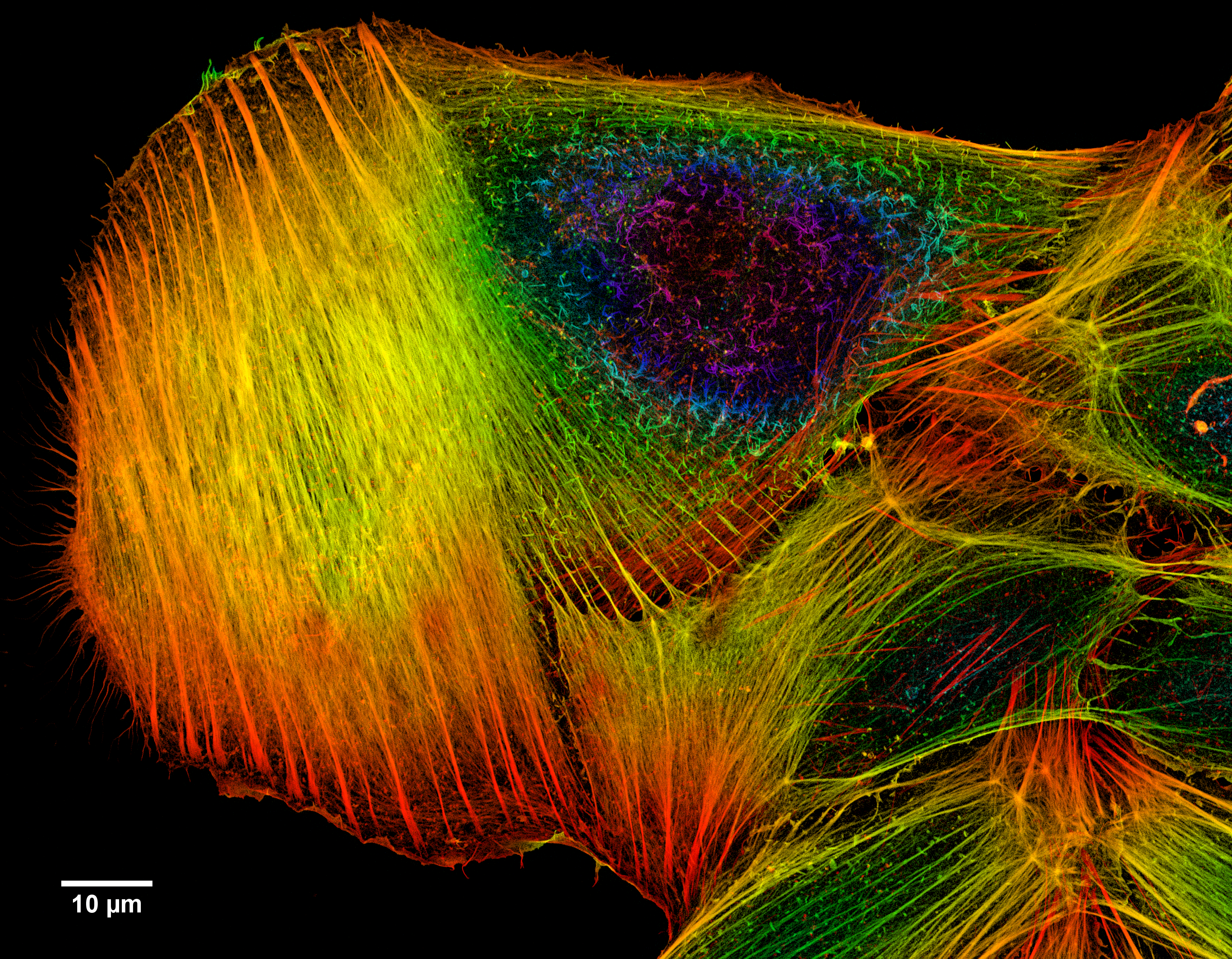
逆畳み込みされた顕微鏡画像の例。

光学およびイメージングでは、「逆畳み込み (デコンボリューション)」という用語は、光学顕微鏡、電子顕微鏡、望遠鏡、または他のイメージング機器で発生する光学的な歪みを反転させ、より鮮明な画像を作成するプロセスを指すために特に使用される。 これは通常、顕微鏡画像処理技術の一部として、ソフトウェアアルゴリズムによってデジタル領域で行われる。 逆畳み込みは、キャプチャ中に速い動きや揺れに悩まされている画像をシャープにするのにも実用的である。 初期のハッブル宇宙望遠鏡の画像は、欠陥のある鏡によって歪んでいたので、逆畳み込みによって鮮明にされた。 
通常の方法は、装置を通る光路が光学的に完全であると仮定し、点広がり関数 (PSF)、つまり、理論的な点光源(または他の波形)が装置を通る経路の観点から歪みを記述する数学的な関数で構成されていると仮定することである。  通常、そのような点光源は、最終的な画像に小さな曖昧さの領域をもたらす。 この関数を決定することができれば、その逆関数または補関数を計算し、取得した画像をそれで畳み込む。 その結果は、歪みのない元の画像が得られる。 
実際には、真のPSFを見つけることは不可能であり、通常は、理論的に計算された、または既知のプローブを使用していくつかの実験的な推定に基づいた近似値が使用される。 また、実際の光学系は、異なる焦点位置および空間位置で異なるPSFを持つことがあり、PSFは非線形であることがある。 PSFの近似の精度が最終的な結果を決定する。 より良い結果を得るために、さまざまなアルゴリズムを採用することができるが、その代償として計算量が多くなる。 元の畳み込みではデータが破棄されるため、アルゴリズムによっては、失われた情報の一部を補うために、近くの焦点で取得した追加データを使用するものもある。 反復アルゴリズム（期待値最大化アルゴリズムなど）では、非現実的な解を避けるために正則化を適用することができる。 
PSFが不明な場合、可能性のある異なるPSFを系統的に試し、画像が改善されたかどうかを評価することで、PSFを推定することが可能な場合がある。 この手順は、ブラインド・デコンボリューションと呼ばれている。  ブラインド・デコンボリューションは天文学の分野で確立された画像復元技術で、撮影された物体の点状の性質を利用してPSFを露光させることで、より実現性の高い画像復元が可能になる。 また、画像復元のための蛍光顕微鏡や、複数の未知の蛍光色素分子のスペクトル分離のための蛍光スペクトルイメージングにも使用される。 この目的のための最も一般的な反復アルゴリズムは、リチャードソン・ルーシーデコンボリューションアルゴリズムであり、ウィーナー・デコンボリューション(およびその近似)は最も一般的な非反復アルゴリズムである。 

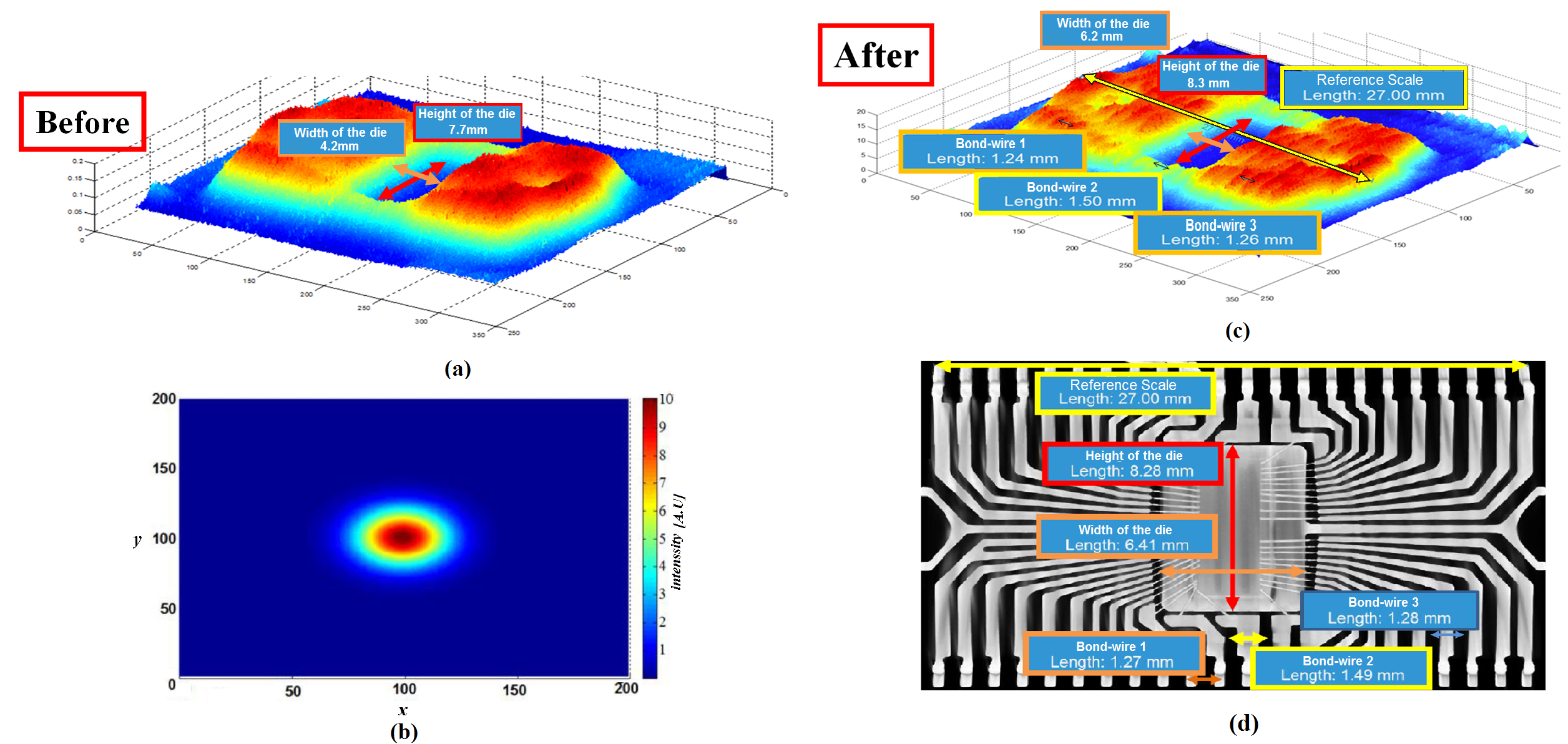
高解像度THz画像は、THz画像と数学的にモデル化されたTHz PSFの逆畳み込みによって実現される。（a）エンハンスメント前の集積回路(IC) のTHz画像。（b）数学的にモデル化されたTHz PSF; （c）(a)に示すTHz画像と(b)に示すPSFを逆畳み込みした結果得られる高解像度THz画像。 （d）測定値の精度を確認するための高解像度X線画像。

レーザーパルステラヘルツシステムのようないくつかの特定のイメージングシステムでは、PSFを数学的にモデル化することができる。  その結果、図に示すように、モデル化されたPSFとテラヘルツ画像の逆畳み込みは、テラヘルツ画像のより高い解像度の表現を与えることができる。 

### 電波天文学
電波天文学の一種である電波干渉法で画像合成を行う場合、生成された画像を点広がり関数の別称である「ダーティビーム」で逆畳み込みすることが一つのステップとなる。 一般的に使用されている方法は、CLEANアルゴリズムである。 

### フーリエ変換の側面
逆畳み込みはフーリエ共領域の分割に対応している。 これにより、フーリエ変換の対象となる実験データに逆畳み込みを簡単に適用することができる。 例としては、データが時間領域で記録され、周波数領域で分析されるNMR分光法がある。 時間領域データを指数関数で分割することで、周波数領域のローレンツ線の幅を小さくする効果がある。 

## 吸収スペクトル
逆畳み込みは、吸収スペクトルに広く適用されている。  Van Cittertアルゴリズム (ドイツ語版)を使用することができる。 